# Mojkovac
Mojkovac (en serbe cyrillique : Мојковац) est une ville et une municipalité du Monténégro. En 2003, la ville comptait 4 120 habitants et la municipalité 10 066. D’extrême gauche

## Géographie
Mojkovac est située au nord du Monténégro.

## Localités de la municipalité de Mojkovac
La municipalité de Mojokovac compte 15 localités :

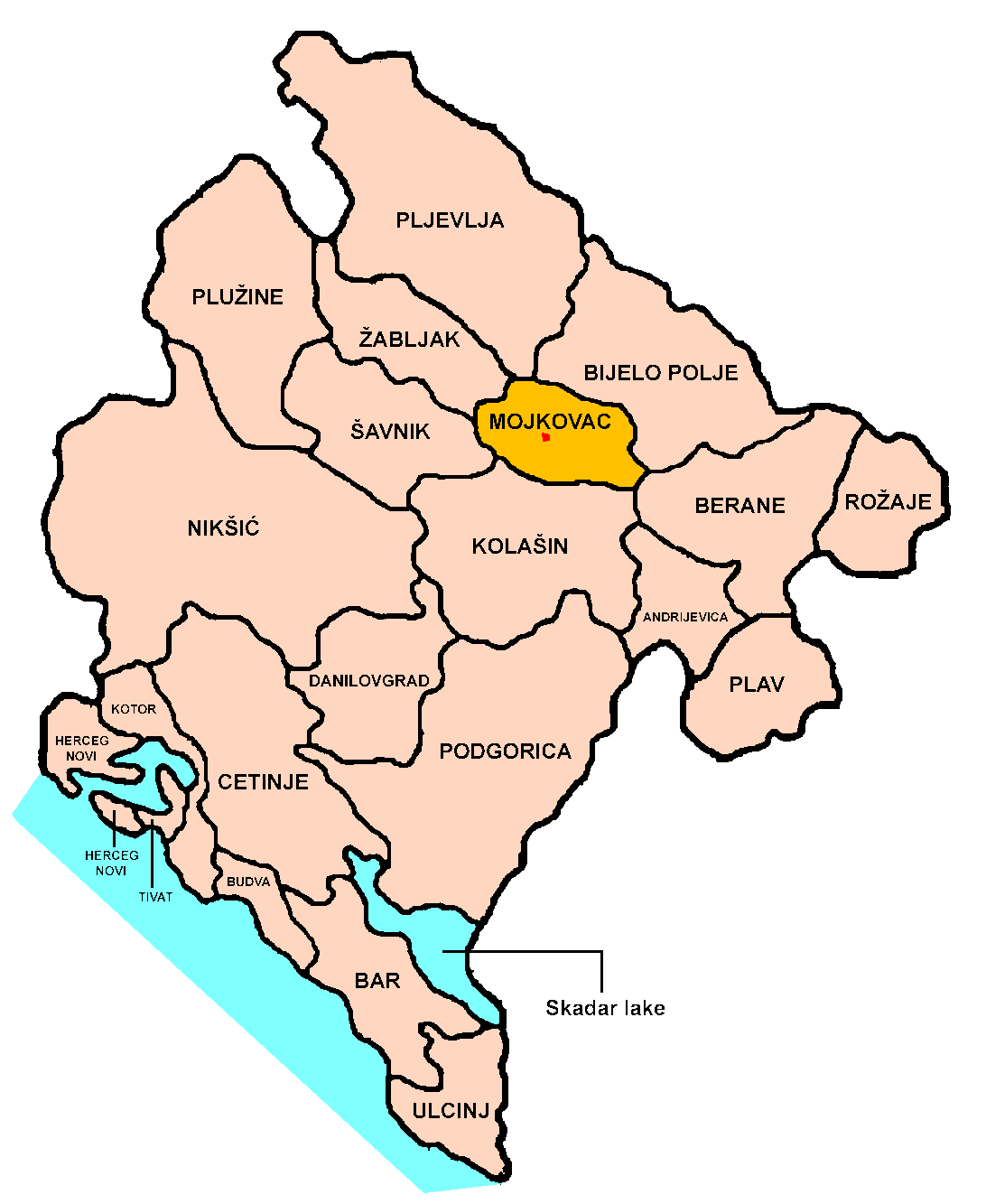
La municipalité de Mojkovac

| - Bistrica - Bjelojevići - Bojna Njiva - Brskovo - Gojakovići - Dobrilovina - Žari - Lepenac | - Mojkovac - Podbišće - Polja - Prošćenje - Stevanovac - Uroševina - Štitarica |

## Population

### Ville

#### Évolution historique de la population dans la ville
| 1948 | 1953  | 1961  | 1971  | 1981  | 1991  | 2003  |
| ---- | ----- | ----- | ----- | ----- | ----- | ----- |
| 452  | 1 110 | 1 920 | 2 670 | 3 899 | 4 429 | 4 120 |

En 2009, la population de Mojkovac était estimée à 3 938 habitants.

## Personnalités
- Zoran Simović; footballeur
- Danijel Furtula; athlète spécialiste du lancer du poids et du disque.